# Radio Impuls (Praga)
Radio Impuls – czeska stacja radiowa z siedzibą w Pradze, nadająca głównie muzykę czeską, wiadomości z kraju i świata oraz informacje o ruchu drogowym.